# Israel Donis
Israel Donis del Cid (Città del Guatemala, 11 agosto 1975) è un ex calciatore guatemalteco, di ruolo difensore.

## Caratteristiche tecniche
Difensore centrale, poteva giocare anche come libero.

## Carriera

### Nazionale
Ha debuttato in Nazionale il 19 gennaio 2000, nell'amichevole Panama-Guatemala (2-0). Ha partecipato, con la Nazionale, alla CONCACAF Gold Cup 2002. Ha collezionato in totale, con la maglia della Nazionale, 12 presenze.

## Palmarès

### Club

#### Competizioni nazionali
- Campionato guatemalteco di calcio: 7

CSD Municipal: 2000-2001 (Apertura), 2001-2002 (Reordenamiento), 2001-2002 (Clausura), 2003-2004 (Apertura), 2004-2005 (Apertura), 2004-2005 (Clausura), 2005-2006 (Apertura)
- Coppa del Guatemala: 2

CSD Municipal: 2002-2003, 2003-2004